# スリーパー (バンド)
スリーパー（Sleeper）は、イギリス・ロンドンで結成されたブリットポップ・バンドである。

## 概要
アイドル的人気もあった女性ボーカル兼ギター担当のルイーズ・ウェナーを中心に、1990年代半ばのブリットポップ期に活動していた。音楽的にはニューウェイヴの影響を受けたサウンドとルイーズのハスキーなボーカルなどを特徴としており、発表したアルバムは3作とも全英アルバムチャートのトップテンに送り込んでいる。
1998年のバンド解散後、ルイーズは音楽業界から引退し、小説家として活躍している。
バンド解散後約10年たった2007年にベスト・アルバムが発売されたり、2010年にはチェリー・レッドからファースト・アルバム『スマート』と、セカンド・アルバム『イット・ガール』が再発されるなど、音楽面での再評価も進んでいった。
2017年に再結成し、現在に至っている。

## その他
- 1996年のイギリス映画『トレインスポッティング』には、ブロンディのカバー曲「銀河のアトミック」を提供している。
- 彼らの楽曲「ホワット・ドゥ・アイ・ナウ」は、エルヴィス・コステロにカバーされている（1996年のアルバム『オール・ディス・ユースレス・ビューティ』のボーナスディスクに収録）。

## メンバー

### 現在のメンバー
- ルイーズ・ウェナー (Louise Wener) – ボーカル、リズム・ギター (1993年–1998年、2017年– )
- ジョン・スチュワート (Jon Stewart) – リード・ギター (1993年–1998年、2017年– )
- アンディ・マクルーア (Andy Maclure) – ドラム (1993年–1998年、2017年– )
- キーロン・ペッパー (Kieron Pepper) – ベース (2017年– )

### 旧メンバー
- ディード・オズマン (Diid Osman) – ベース (1993年–1997年)
- クリス・ジャンマルヴォ (Chris Giammalvo) – ベース (1997年)
- ダン・カウフマン (Dan Kaufmann) – ベース (1997年–1998年)

## ディスコグラフィ

### スタジオ・アルバム
- 『スマート』 - Smart (1995年、Indolent)
- 『イット・ガール』 - The It Girl (1996年、Indolent)
- 『プリーズド・トゥ・ミート・ユー』 - Pleased to Meet You (1997年、Indolent)
- The Modern Age (2019年、Gorsky)
- This Time Tomorrow (2021年、Gorsky)

### コンピレーション・アルバム
- Greatest Hits (2007年、Sony BMG)
- Inbetweener – The Best of Sleeper (2016年、Master Club Deluxe)
- The It Girl - B Sides & Demos (2022年、Gorsky)
- Live It Girl - Anniversary Tour (2022年、Gorsky)